# Rani Pokhari
Rani Pokhari (nepalsko रानी पोखरी), ki pomeni 'kraljičin ribnik', prvotno znan kot Nhu Pukhu (Nepal Bhasa: न्हू पुखू), ki pomeni 'nov ribnik', je zgodovinski umetni ribnik v središču Katmanduja.  Zbiralnik v obliki kvadrata sega v 17. stoletje in je bil zgrajen na vzhodni strani takratnih meja mesta. Leži tik ob nekdanjih mestnih vratih. Ribnik je eden izmed najbolj znanih znamenitosti Katmanduja in je znan po svojem verskem in estetskem pomenu. Njegove dimenzije so 180 m x 140 m. Poškodovan je bil v potresu leta 2015 in je obnavljen. 

## Gradnja
Rani Pokhari je leta 1670 zgradil kralj Pratap Malla, eden najbolj slavnih vladarjev rodbine Malla, ki je vladala Nepalu več kot 600 let. Pratap Malla je zgradil zbiralnik, da je potolažil svojo kraljico, ki je bila obupana zaradi žalovanja, ko je slon pogubil sina. Zbiral je vodo iz različnih svetih krajev in sotočij rek v Nepalu in Indiji, kot so jezero Gosaikunda, reka Muktinath, krajev Badrinath, Kedarnath in jo zlil v zbiralnik, da bi ga posvetil. 
Tempelj, posvečen Matrikeshwor Mahadev, obliki hindujskega božanstva Šiva, stoji v središču ribnika. Z ulice pridemo do njega po mostu. Na južnem nasipu Zbiralnika je velik kamnit kip slona, ki nosi slike Pratapa Malla in njegovih dveh sinov, Chakravartendra Malla in Mahipatendra Malla. Ribnik se polni z vodo, ki teče skozi podzemni kanal.
Na štirih vogalih ribnika so štirje manjši templji: Bhairava templja na severozahodu in severovzhodu, Mahalaxmi tempelj na jugovzhodu in Ganeša tempelj na jugozahodu. Templja na vzhodni strani zdaj ležita znotraj območja Tri-Chandra kolidža in policijske postaje, ki sta spodkopala njun kulturni pomen. 
Rani Pokhari je ograjen z železnimi palicami in je odprt enkrat na leto v času Bhai Tiki, peti in zadnji dan festivala Tihar (petdnevni praznik svetlobe) in festivala Chhath (starodavni hindujski vedski festival). V Rani Pokhari poteka vsako leto največji festival Chhath na svetu.
Rani je posvečen tudi ženskam, ki gredo v mrzlo vodo in molijo Bogu soncu. 

## Rani Pokhari napis
Znan napis kralja Pratapa Malla je kamnita plošča z napisom v treh jezikih: sanskrtu, nepalščini in v Nepal Bhasa. Datiran je v Nepal Sambat 790 (1670 n. št.) in opisuje gradnjo Rani Pokhari in njegov verski pomen. Omenja tudi pet brahmanov, pet pradhanov (glavnega ministra) in pet Khas Magarjev kot priče. 

## Zahodne reference
Med najstarejšimi omembami Rani Pokhari je zapis italijanskega jezuita Ippolita Desiderija, ki je leta 1721 obiskal Katmandu, ko so Nepalu vladali kralji rodbine Malla. Potoval je iz Tibeta v Indijo in v svojem potopisu omenil velik ribnik pred glavnimi mestnimi vrati, s stopnicami in brežinami, ki so se spuščale do vode. Oče je tudi zapisal, da je bil v središču visok stolp, ki je ležal na veličastnem podstavku. 
Častnik britanske vojske William Kirkpatrick, ki je leta 1793 obiskal Katmandu, je zapisal, da je blizu severovzhodnega dela mesta štirikotni rezervoar vode. Opozoril je tudi na obstoj številnih templjev na straneh Rani Pokhari, od katerih so bili nekateri zelo visoki in veliki. [10

## Znane strukture
Rani Pokhari je obdan z zgodovinskimi stavbami in znamenitimi objekti. Stolp z uro Ghantaghar je čez cesto na vzhodni strani ribnika. Prvotni stolp z uro, ki je imel bolj izpopolnjeno arhitekturo, je bil uničen med velikim potresom leta 1934. Sedanji stolp z uro je bil zgrajen po potresu. Stoji v prostorih Tri-Chandra kolidža, prve šole v državi, ki je bila ustanovljena leta 1918.
Na zahodni strani Rani Pokhari stoji še ena zgodovinska stavba, srednja šola Durbar, zgrajena leta 1854. To je prva šola v Nepalu, ki je nudila izobraževanje skupaj z modernimi metodami. Na začetku je srednja šola Durbar sprejela le otroke vladajočih razredov. Odprta je bila za širšo javnost leta 1902.
Tundikhel, paradni prostor in slovesno travno polje ter znamenitost Katmanduja, se je nekdaj razširil z južne strani Rani Pokhari. Odsek ob ribniku je bil sredi 1960-ih let ograjen in spremenjen v javni park in cvetlični vrt.

## Stare slike
- Rani Pokhari in stolpna ura pred potresom leta 1934
- Kip slona in okrogla počitniška hiša za popotnike, okoli 1930.
- Pogled na Rani Pokhari in bližnjo okolico v 1950-ih.
- Nekdanja avtobusna postaja, zgrajena v začetku 1960-ih na severozahodnem vogalu